# Rafael Souto
Rafael Ángel Souto Castro (né le 24 octobre 1929 à Montevideo en Uruguay) est un joueur de football international uruguayen, qui évoluait au poste d'attaquant.

## Biographie

### Carrière en sélection
Avec l'équipe d'Uruguay, il joue 6 matchs (pour aucun but inscrit) entre 1953 et 1954. Il figure dans le groupe des sélectionnés lors de la Coupe du monde de 1954.

## Palmarès
Club Nacional
- Championnat d'Uruguay (1) :
  - Champion : 1952.